# Fundação Universitária Iberoamericana
A Fundação Universitária Iberoamericana (FUNIBER) é uma instituição relacionada com o âmbito universitário e da formação que conta com sede em mais de 30 países ao redor do mundo.
Atualmente, a oferta acadêmica da Funiber é constituída por 160 programas acadêmicos de Mestrado e Especialização que são cursados através de ambientes virtuais (campus virtual). Todos os programas são titulados por universidades internacionais e são ministrados em espanhol, português e, parte deles, em italiano, francês e inglês. A Funiber busca difundir e compartilhar o conhecimento europeu e latino-americano. Desde sua fundação em 1997 em Barcelona (Espanha), a Funiber experimentou um crescimento contínuo, chegando hoje a criar uma rede acadêmica e profissional com presença em mais de 30 países. Nesta rede participam pessoas de mais de 60 universidades da Europa, Estados Unidos e América Latina, assim como empresas e organismos de presença e renome internacional, que contribuem com experiência e conhecimento com o único fim de formar pessoas como iguais com uma educação internacional de primeiro nível e categoria sem deixar de lado o que cada país aporta em sua individualidade, singularidade e vantagens comparativas.
A Funiber é hoje uma instituição que se desenvolve com a sociedade, através de diversos convênios e projetos, participando em atividades tanto acadêmicas, científicas e de investigação, como de cooperação, desenvolvimento e crescimento econômico, graças à sua vinculação com universidades e instituições profissionais para conseguir dar finalmente uma formação global respeitando as identidades locais.

### Antecedentes
A Funiber se origina em experiências e implantações universitárias de cooperação ao desenvolvimento realizadas no marco dos Programas de Cátedras e Redes Unitwin-Unesco e União Europeia. Além disso, a Funiber se guia pelas conclusões presentes na Declaração Mundial sobre a Educação Superior no século XXI: Visão e Ação (Unesco, Paris, 1998), nas quais se proclama a necessidade de uma formação multicultural baseada na qualidade, na pertinência e na cooperação internacional solidária através de redes de universidades. Nesta declaração existe a diretriz principal pela qual a Funiber se rege: educação permanente durante toda a vida. Isto inclui que todo indivíduo pode educar-se no lugar onde vive e trabalha, seja este qual for.
Os modernos sistemas de comunicação que possibilitam, entre outras coisas, a educação não presencial, permitem às universidades completar sua oferta colocando ao alcance dos estudantes, mediante uma Universidade, todas as áreas de conhecimento que a instituição deseje, fazendo-o com o melhor nível acadêmico. O caminho para superar estes limites passa pela construção de Redes de Universidades.

### Linhas de atuação
A Funiber projeta suas linhas de atuação baseando-se em que o conhecimento deve ser posto ao alcance de todos, não só daqueles que terminaram uma carreira universitária. Sob a premissa de que existem diferentes grupos de destinatários do conhecimento (segundo o grau de educação previamente alcançado) e diferentes níveis de aprofundamento em cada um, afirmando que cada qual deve poder escolher o caminho que mais lhe satisfaça na materialização de seu processo pessoal de aprendizagem e formação cultural e intelectual.
A Funiber desenvolve suas atividades através de três eixos fundamentais de atuação:
1. Promover a criação de programas universitários.
2. Apoiar na formação e em atividades de projetos de cooperação internacional.
3. Oferecer soluções de formação sob medida e de gestão do conhecimento para empresas e instituições.

### Programas
Atualmente, a oferta acadêmica da Funiber é constituída por 160 programas acadêmicos de Mestrado e Especialização que são cursados através de ambientes virtuais (campus virtual). Todos os programas são titulados por prestigiosas universidades internacionais e são ministrados em espanhol, português e, parte deles, em italiano, francês e inglês.
Áreas de formação
- Meio ambiente
- Saúde e nutrição
- Esporte
- Tecnologias TIC
- Formação de professores
- Comunicação
- Jornalismo
- Turismo
- Projetos e prevenção
- Arquitetura e design
- Empresas e direito
- Psicologia e recursos humanos
- Idiomas
- Doutorados

### Programa de bolsas
A Fundação Universitária Ibero-americana, ao longo de sua história, tem cumprido com sua missão e responsabilidade social de que ninguém deixe de estudar por carências econômicas através das bolsas de formação Funiber. Estas bolsas são concedidas para estudar em qualquer um dos programas patrocinados pela Funiber.
Da mesma forma, a Funiber também oferece o Programa de Prêmios à Excelência, que são concedidos a instituições ou organizações que, por seu impacto no crescimento econômico e desenvolvimento cultural e social dos países, desejam potencializar seu capital humano dando a seus membros possibilidades de estudo que ajudem a melhorar o trabalho que realizam.

### Obra cultural
A Fundação Universitária Ibero-americana centra uma parte de seus objetivos na obra cultural frutífera e constante, consistente na organização de exposições de arte de caráter gratuito, publicações e conferências.

### Exposições de arte
A Funiber, além de se dedicar à sua obra social, centrada em ajudas econômicas para facilitar o acesso aos estudos, desenvolve também um intenso trabalho de difusão cultural.

### Conferências
A Fundação Universitária Ibero-americana organiza ciclos de conferências abertas ao público e para setores profissionais determinados com o fim de difundir cultura e conhecimento a toda a sociedade.